# Partur
Partur é uma cidade  no distrito de Jalna, no estado indiano de Maharashtra.

## Geografia
Partur está localizada a 19° 36′ N, 76° 13′ L. Tem uma altitude média de 439 metros (1440 pés).

## Demografia
Segundo o censo de 2001, Partur tinha uma população de 28.941 habitantes. Os indivíduos do sexo masculino constituem 52% da população e os do sexo feminino 48%. Partur tem uma taxa de literacia de 64%, superior à média nacional de 59.5%: a literacia no sexo masculino é de 72% e no sexo feminino é de 54%. Em Partur, 16% da população está abaixo dos 6 anos de idade.